# Any Oró
L'Any Joan Oró és la designació donada l'any 2023 a la commemoració del centenari del naixement del bioquímic català Joan Oró i Florensa, nascut a Lleida el 26 d'octubre de 1923. El govern Generalitat de Catalunya va aprovar el centenari del naixement de Joan Oró com a commemoració oficial de l'any 2023. L'Any Joan Oró, impulsat per la Fundació Joan Oró amb el suport del Departament de Recerca i Universitats, va ser comissariat per l'astrònom Joan Anton Català.
La revista Sàpiens va dedicar-li el número del mes d'abril acompanyat de documents inèdits i manuscrits de les seves investigacions.
El 15 de setembre va inaugura-se l'exposició «Joan Oró. A la cerca de l'origen de la vida» a l'Institut d'Estudis Ilerdencs, que va donar a conèixer la seva trajectòria vital i la seva obra científica al gran públic.
A l'octubre es va publicar Joan Oró i la recerca de la vida, d'Eva Virgili i Estefania Zorita, un àlbum il·lustrat basat en «l'actitud de qüestionar-se i fer-se preguntes» del científic lleidatà, dirigit als infants de les escoles catalanes del qual se'n va fer una tirada de 1.000 exemplars.
Al novembre la Universitat de Houston va acollir un homenatge que va comptar amb la participació d'eminents científics americans i companys de feina, com el professor Antonio Lazcano de la Universitat Nacional Autònoma de Mèxic. Va estar organitzat pel departament de Biologia i Bioquímica de la universitat, fundat pel mateix Oró i on va fer descobriments sobre l'origen de la vida que van tenir un impacte significatiu a escala mundial.